# Asnans-Beauvoisin
Asnans-Beauvoisin település Franciaországban, Jura megyében. Lakosainak száma 724 fő (2022. január 1.). Asnans-Beauvoisin Chaussin, Chaînée-des-Coupis, Les Essards-Taignevaux, Gatey, Les Hays, Longwy-sur-le-Doubs és Petit-Noir községekkel határos.

## Népesség
A település népességének változása:
| Lakosok száma | 443  | 600  | 581  | 656  | 713  | 720  | 731  | 739  | 746  | 724  |
|               | 1968 | 1982 | 1990 | 2006 | 2013 | 2015 | 2017 | 2019 | 2020 | 2022 |